# Hallam Tennyson, 2. Baron Tennyson

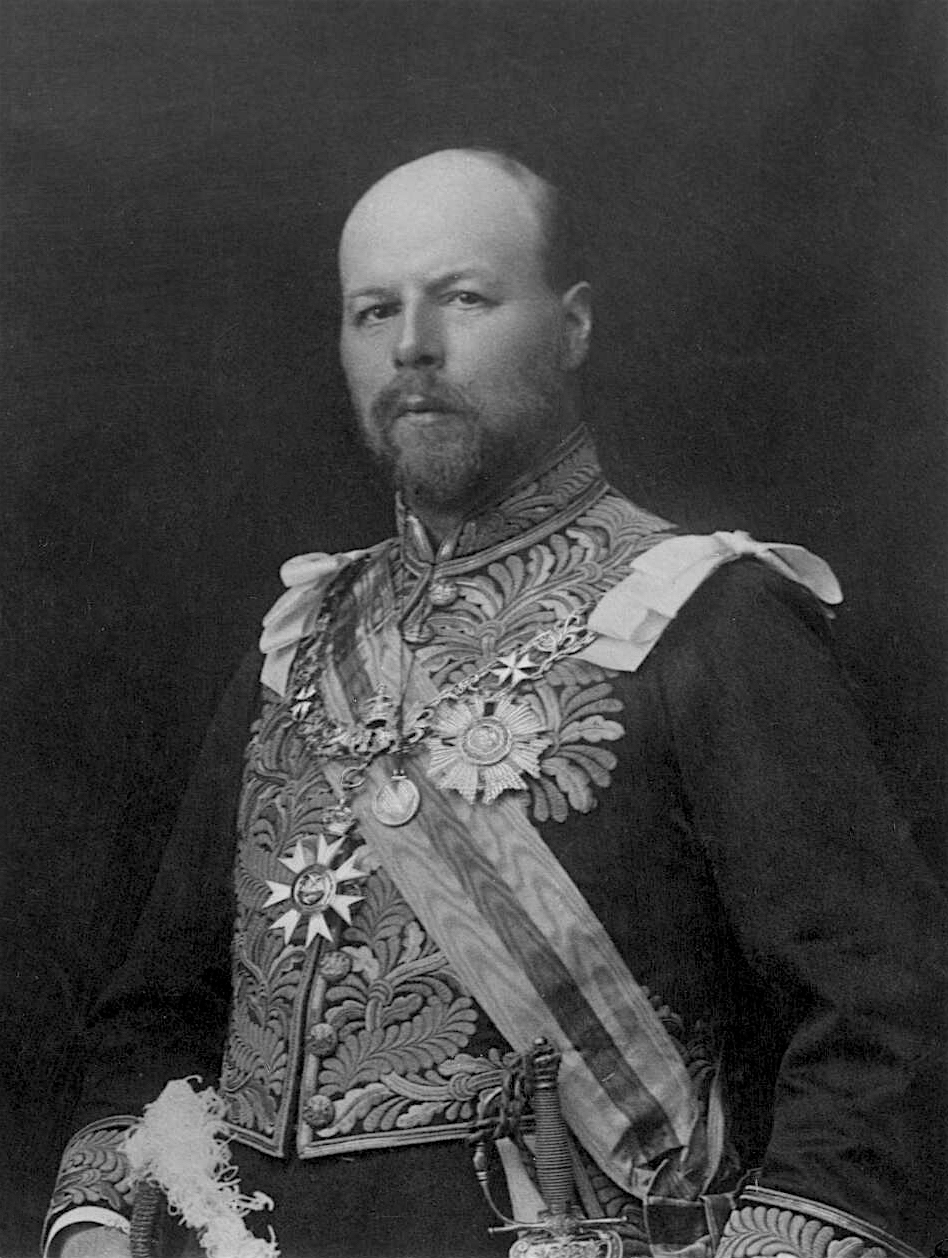
Hallam Tennyson, 2. Baron Tennyson

Hallam Tennyson, 2. Baron Tennyson (* 11. August 1852 in Twickenham, England; † 2. Dezember 1928 in Freshwater, England) war der zweite Generalgouverneur Australiens und Gouverneur von South Australia.

## Leben
Hallam Tennyson wurde am 11. August 1852 im Chapel House in Twickenham bei London geboren. Er war der älteste Sohn von Alfred Tennyson, einem Poeten der Viktorianischen Epoche. Hallam besuchte das Marlborough College und das Trinity College in Cambridge. Das Jurastudium schloss er nicht ab, da er seine Eltern wegen deren schlechter gesundheitlicher Verfassung unterstützen musste.
1884 wurde sein Vater als Baron Tennyson zum Peer erhoben. Im selben Jahr heiratete Tennyson Audrey Boyle. Kurz zuvor war eine Beziehung zu Mary Gladstone, einer Tochter von William Ewart Gladstone, gescheitert. Nach dem Tod seines Vaters 1892 erbte er dessen Baronstitel. Tennysons Buch Tennyson: a Memoir, eine Biographie über den Vater, veröffentlichte er 1897.
Wie schon sein Vater, war Tennyson ein begeisterter Befürworter des britischen Imperialismus. Er wurde 1883 Ratsmitglied der Imperial Federation League, einer Lobbygruppe, die die rechtskonservative Politik des Kolonialministers Joseph Chamberlain unterstützte. Chamberlain bot ihm im Januar 1899 die Stellung als Gouverneur von South Australia an. Nach längerer Überlegung akzeptierte Tennyson schließlich und kam im April desselben Jahres in Adelaide an. Tennyson hatte die Befürchtung, dass der Posten im Zuge der Unabhängigkeit Australiens abgeschafft oder zumindest einem Generalgouverneur unterstellt werden würde. Er sollte recht behalten, denn mit der Bildung des Commonwealth of Australia im Jahre 1901 wurde das Amt des Generalgouverneurs von Australien geschaffen und John Hope dessen erster Amtsträger.
Bereits im Juli 1902 trat Hope jedoch überraschend im Streit über Gehaltszahlungen zurück. Tennyson übernahm das Amt zunächst vorübergehend und wurde im Januar 1903 offiziell zum Generalgouverneur ernannt. Er beschränkte seine Amtsdauer jedoch von vornherein auf ein Jahr. Im Gegensatz zu seinem Vorgänger war er bei der Bevölkerung beliebt. Zu den beiden Premierministern während seiner Amtszeit, Alfred Deakin und Edmund Barton, war sein Verhältnis dagegen angespannt, da diese ihm als Vertreter der ehemaligen Kolonialmacht misstrauisch gegenüberstanden. Hierzu trug Tennyson mit seinem Verhalten bei, indem er beispielsweise den Feierlichkeiten zur Unabhängigkeit Australiens fernblieb.
Im Januar 1904 verließ Tennyson nach Ende seiner Amtszeit Australien und verbrachte den Rest seines Lebens auf der Isle of Wight, deren stellvertretender Gouverneur er 1913 wurde. Tennyson starb im Dezember 1928 im Familienanwesen Farringford House in Freshwater. Der Titel ging auf seinen Sohn Lionel über, der als Kapitän der englischen Cricket-Nationalmannschaft bekannt wurde.

## Auszeichnungen
- Knight Commander des Order of St. Michael and St. George (1899)
- Knight Grand Cross des Order of St. Michael and St. George (1903)